# Pałac Juliana Dunajewskiego w Krakowie
Pałac Juliana Dunajewskiego – zabytkowy budynek znajdujący się w Krakowie w dzielnicy I Stare Miasto przy ulicy Juliana Dunajewskiego 4, na Piasku.
Kamienica powstała około roku 1828. Następnie kupił ją Julian Dunajewski, profesor i rektor Uniwersytetu Jagiellońskiego. Została przebudowana, według projektu Antoniego Łuszczkiewicza, na pałac. W 1882 kupił ją właściciel Grand Hotelu, Jan Bisanz i przebudował na restaurację. 
Po zakończeniu I wojny światowej kawiarnia Bisanza stała się miejscem spotkań sportowców, trenerów, działaczy i dziennikarzy. Piłkarskie kluby rodem z Krakowa (Wisła, Cracovia, Jutrzenka i inne) miały u Bisanza specjalnie wydzielone stoliki. Można tam było załatwić wszystkie sprawy sportowe: zakontraktować drużynę na mecz, układano projekty rozgrywek o mistrzostwo kraju, opracowywano strategie i składy na mecze ligowe oraz reprezentacyjne. Odbywały się tam nawet oficjalne zebrania klubowe. Kawiarnia u Bisanza była również miejscem, gdzie rodziły się i rozprzestrzeniały sportowe plotki. Dawały one początek między konkurującymi między sobą Wisłą Kraków i Cracovią. 
Według Stanisława Mielecha, który w swojej książce Gole, faule i ofsajdy opisuje, jak futbol w Polsce stawał się częścią życia towarzyskiego, do Bisanza przychodziło wiele znanych osobistości świata piłki nożnej, m.in. Tadeusz Synowiec (piłkarz Cracovii w latach 1909-1924, pierwszy redaktor naczelny „Przeglądu Sportowego” - do 1925 roku), dr Weyssenhoff (napisał podręcznik Sztuka gry w piłkę nożną), działacze Cracovii i Wisły Kraków, sportowi profesorowie gimnazjalni, artyści.
Na jednej ze ścian kawiarni wisiało ogromne płótno, które spełniało rolę księgi pamiątkowej.
Od 1945 w budynku znajdowała się Restauracja Warszawianka, zlikwidowana na początku XXI wieku. Po zakończonym w 2010 roku remoncie w kamienicy znajdują się apartamenty.

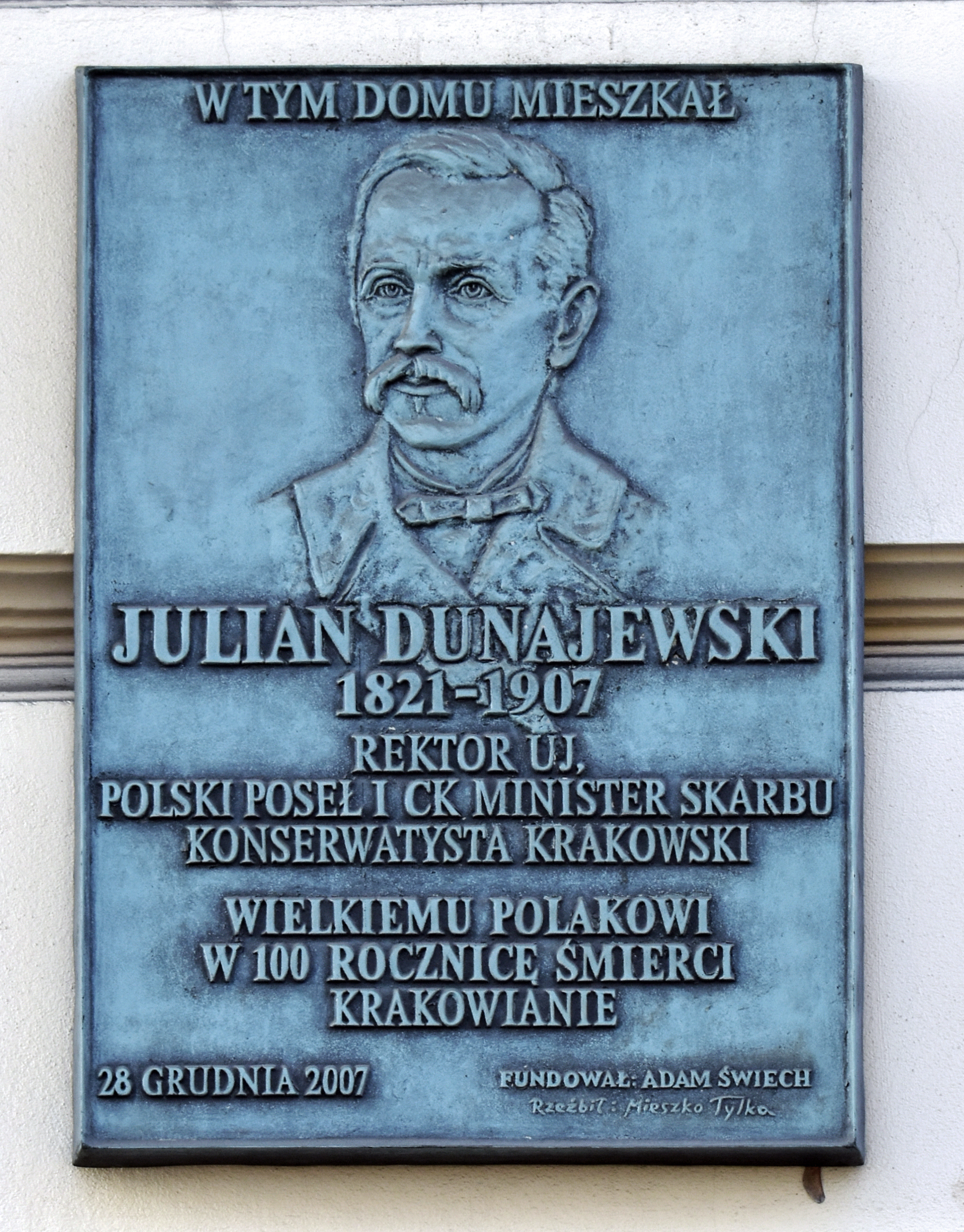
Tablica upamiętniająca Juliana Dunajewskiego.